# Пођо Риденте (Палермо)
Пођо Риденте је насеље у Италији у округу Палермо, региону Сицилија.
Према процени из 2011. у насељу је живело 154 становника. Насеље се налази на надморској висини од 327 м.